# Банщиков, Василий Михайлович
Васи́лий Миха́йлович Ба́нщиков (11 мая 1898, Рязанская губерния — 17 августа 1992, Москва) — советский психиатр, один из организаторов медицинского образования и издательского дела в СССР, доктор медицинских наук, профессор, заслуженный деятель науки РСФСР.

## Биография
Василий Михайлович Банщиков родился 11 мая 1898 года в селе Борец Сапожковского уезда Рязанской губернии (ныне Сараевского района Рязанской области).
Поступил на медицинский факультет  МГУ, который окончил в 1924 году. Будучи студентом, работал медбратом в сыпнотифозных бараках Московской больницы больницы им. С. П. Боткина. 
В 1924—1928 годах — ординатор Преображенской психиатрической больницы. С 1928 по 1931 год — аспирант Научного института невропсихиатрической профилактики под руководством Л. М. Розенштейна , с 1928 по 1930 год возглавлял отдел медицинского образования Наркомпроса РСФСР.
С 1931 по 1934 год В. М. Банщиков был начальником отдела управления высшего и среднего медицинского образования, с 1935 по 1937 год возглавлял управление средних медицинских учебных заведений. С 1939 по 1941 год В. М. Банщиков был главным врачом Московской областной психиатрической больницы им. В. И. Яковенко. 
В 1941—1945 годах — в действующей армии: начальник крупных эвакогоспиталей (1941—1943), начальник фронтового эвакопункта Западного, 3-го Белорусского, 1-го Прибалтийского и 2-го Дальневосточного фронтов (1944—1945). Участвовал в организации лечения и эвакуации раненых и больных в Московской битве, Белорусской, Восточно-Прусской и других операциях в условиях боевой обстановки.
С 1946 по 1949 год В. М. Банщиков был заместителем начальника Главного военного госпиталя им. Н. Н. Бурденко. С 1949 по 1955 год — директор издательства медицинской литературы (Медгиз) и одновременно — докторант АМН (руководитель М. О. Гуревич ). С 1952 по 1960 год — профессор кафедры психиатрии Первого Московского государственного медицинского университета. С 1955 по 1960 год В. М. Банщиков был директором НИИ психиатрии имени П. Б. Ганнушкина Минздрава РСФСР. С 1960 по 1971 год заведовал кафедрой психиатрии и был проректором по научной работе Первого Московского государственного медицинского университета. 
В. М. Банщиков избирался депутатом Фрунзенского и Сокольнического районных советов депутатов трудящихся Москвы. Состоял председателем правления Всесоюзного и Московского научных обществ невропатологов и психиатров, был ответственным секретарем редколлегии «Журнал неврологии и психиатрии имени С. С. Корсакова», был членом президиума ученых медицинских советов Минздрава РСФСР и Минздрава СССР, а также членом Экспертной комиссии ВАК.

## Научная деятельность
Основные научные исследования В. М. Банщикова были посвящены изучению психических расстройств при сосудистых заболеваниях головного мозга, вопросам психопатологии, динамики и лечения поздней шизофрении, интоксикационных психозов, сифилитического поражения нервной системы, алкоголизма, истории психиатрии.
Под руководством и при участии В. М. Банщикова изучались особенности психопатологических проявлений гипертонической болезни, церебрального атеросклероза и других сосудистых мозговых процессов, разрабатывались подходы к их дифференциальной диагностике и лечению.
Автор фундаментальной биографии С. С. Корсакова, биографических работ о В. М. Бехтереве, B. А. Гиляровском и Е. К. Краснушкине. Один из организаторов и редакторов 35-томного труда «Опыт советской медицины в Великой Отечественной войне 1941—1945 гг.». Инициатор издания избранных трудов классиков отечественной физиологии и медицины — И. М. Сеченова , И. П. Павлова,  Н. Е. Введенского, А. А. Ухтомского, C. С. Корсакова.
Банщиков был одним из ведущих докладчиков «Павловской сессии», на которой ведущие психиатры и психологи были обвинены в «немарксистском подходе».
Инициатор и активный пропагандист создания системы подготовки врачей узких специальностей и организации учебной практики студентов-медиков. При активном участии В. М. Банщикова были созданы новые медицинские институты в Калинине, Ярославле, Горьком, Хабаровске, Симферополе и других городах, открыты новые факультеты (педиатрические, стоматологические, фармацевтические) в действовавших медицинских вузах.
Под руководством и при участии В. М. Банщикова в Наркомпросе и Наркомздраве проводилась исследовательская работа по различным учебно-методическим вопросам. Много сделал для совершенствования преподавания психиатрии, соавтор учебников, учебно-методических пособий и учебных фильмов для студентов медицинских вузов.

## Основные труды
- Банщиков В. М., Гуськов В. С., Мягков И. Ф. Практическое руководство по психиатрии. — М.: Московский медицинский институт им. И. М. Сеченова, 1966.
- Банщиков В. М. Атеросклероз сосудов мозга с психическими нарушениями. — М.: «Медицина», 1967.
- Банщиков В. М.  С. С. Корсаков. Жизнь и творчество. — М., 1967.
- Банщиков В. М., Гуськов В. С., Мягков И. Ф. Медицинская психология. — М.: «Медицина», 1967.
- Банщиков В. М., Короленко Ц. П. Алкоголизм и алкогольные психозы. — М.: Московский медицинский институт им. И. М. Сеченова, 1968.
- Банщиков В. М., Короленко Ц. П., Короленко Т. А. Интоксикационные психозы. — М.: «Медицина», 1968.
- Банщиков В. М., Невзорова Т. А. Психиатрия. — М.: «Медицина», 1969.
- Банщиков В. М., Короленко Ц. П., Давыдов И. В. Общая психопатология. — М.: Московский медицинский институт им. И. М. Сеченова, 1971.
- Банщиков В. М., Борзенков И. В.  Корсаковский синдром: клиника, диагностика и течение. — М.: Московский медицинский институт им. И. М. Сеченова, 1971.
- Банщиков В. М., Шибанов Н. М. Психические расстройства в отдаленном периоде закрытой травмы головного мозга. — М., 1974.
- Банщиков В. М., Кушелев В. П. Патоморфология сосудистых психозов. — М., 1976.